# Нові Хімки
Спортивний комплекс «Нові Хімки» розташовано у місті Хімки Московської області Росії. Він є базою для СДЮСШОР «Хімки» з футболу. Окрім того штучний газон, оновлений у 2010 році дозволяє проводити матчі першого дивізіону чемпіонату Росії з футболу. Місткість стадіону 3066 чоловік, штучне покриття, наявний підігрів. Розмір поля 102х66 м, освітлення 1219 люкс. Базовий стадіон ФК «Хімки».

## Історія
У 1999 році на місці майбутнього стадіону з’явилась скромна хокейна коробка та футбольне поле з натуральним покриттям. У 2002 році відбулась серйозна реконструкція стадіону. На цьому стадіоні ФК «Хімки» у 2006 році став володарем «малого золота» російської першості та отримав право виступати у Прем’єр лізі.